# بين إيستر
بين إيستر (بالإنجليزية: Ben Easter)‏ هو مصور وممثل أمريكي، ولد في 1 مايو 1979 في دنفر في الولايات المتحدة.

## أعمال

### أفلام
- (2001) بيرل هاربر[5][6][7]
- (2001) عطلة في الشمس

## وصلات خارجية
- بين إيستر على موقع IMDb (الإنجليزية)
- بين إيستر على موقع ألو سيني (الفرنسية)
- بين إيستر على موقع أول موفي (الإنجليزية)
- بين إيستر على موقع قاعدة بيانات الفيلم (الإنجليزية)
- بين إيستر على موقع كينوبويسك (الروسية)